# ويليام صموئيل ريد
ويليام صموئيل ريد هو فلاح وسياسي كندي، ولد في 15 نوفمبر 1864 في كندا، وتوفي في 24 أبريل 1941. حزبياً، نشط في Progressive Party of Canada ‏. وقد انتخب عضو مجلس العموم الكندي.